# Poszler György
Poszler György (Kolozsvár, 1931. június 12. – Budapest, 2015. augusztus 13.) Széchenyi-díjas magyar irodalomtörténész, esztéta, a Magyar Tudományos Akadémia rendes tagja. Az irodalmi esztétika neves kutatója. 1982 és 1987 között az Eötvös Loránd Tudományegyetem általános rektorhelyettese.

## Életpályája
1945-ben jött családjával Magyarországra. A gimnázium első négy osztályát még Kolozsvárott végezte, 1945-től azonban már Budapesten a Fáy András Gimnáziumban tanult, ahol Tihanyi Károly és Fényi András magyar-latin, Végh János francia és Keresztély Ernő latin-történelem szakos tanárok voltak nagy hatással rá. 1949-ben érettségizett, majd felvették a Pázmány Péter Tudományegyetem (1950-től ELTE) magyar–történelem szakára, ahol 1953-ban szerzett tanári diplomát. 1963-ban védte meg egyetemi doktori disszertációját.
Diplomájának megszerzése után két évig Mosonmagyaróvárott, majd 1960-ig Szombathelyen tanított mezőgazdasági technikumokban magyart és történelmet. 1960 és 1964 között a Felsőfokú Tanítóképző Intézetben oktatott. 1964-től 1968-ig a Népművelési Intézetben, illetve ezt követően 1972-ig a Művelődésügyi Minisztériumban közművelődési területen dolgozott.
1972-ben került az Eötvös Loránd Tudományegyetem (ELTE) esztétika tanszékére, illetve a Színművészeti Főiskolára, ahol egyetemi docensként kezdett el dolgozni. 1983-ban kapta meg egyetemi tanári kinevezését. 1982 és 1987 között az ELTE általános rektorhelyettese volt. 2001-ben professor emeritusi címet kapott. Az ELTE-n esztétikát és irodalomelméletet, a Színművészeti Főiskolán pedig irodalomtörténetet oktatott.
1971-ben védte meg az irodalomtudományok kandidátusi, 1982-ben akadémiai doktori értekezését. Az MTA Esztétikai, valamint Irodalomtudományi Bizottságának lett tagja. 1990-ben megválasztották a Magyar Tudományos Akadémia levelező, 1995-ben rendes tagjává. Dolgozott az MTA Kutatásértékelési Bizottsága elnökeként és a Nyelv- és Irodalomtudományi Osztály elnökhelyetteseként (1996–1999), valamint bekerült az Akadémiai Kutatóhelyek Tanácsába is. 1991 és 1995 között a Tudományos Minősítő Bizottság tagja volt, majd bekerült az MTA Doktori Tanácsába, amelynek póttagja lett. Az Irodalomtörténet című szakfolyóirat szerkesztőbizottságának tagja volt. 2006 óta a Balassa Péter-díj kuratóriumának tagja.
Kutatási területe az esztétika, az irodalomtörténet és az irodalomelmélet. Publikációi magyar nyelven kívül angolul, németül és olaszul is megjelentek.

## Díjai, elismerései
- Az Év Könyve jutalom (1989)
- Apáczai Csere János-díj (1992)
- Fehér Rózsa-díj (1993)
- a Soros Alapítvány alkotói díja (1997)
- Széchenyi-díj (1998) – A magyar irodalom értékelésének esztétikai és filozófiai gondolkodású irányt adó munkássága elismeréseként.
- Nemes Nagy Ágnes-díj (1999)
- Alföld-díj (2001)
- Komlós Aladár-díj (2006)

## Főbb publikációi
- Az esztétika általános kérdései; Tankönyvkiadó, Bp., 1964
- Szerb Antal pályakezdése; Akadémiai, Bp., 1965 (Irodalomtörténeti füzetek, 51.)
- Földényi László–Poszler György: Az általános esztétika kérdései; Tankönyvkiadó, Bp., 1973
- Földényi László–Poszler György: Irodalomesztétika; Tankönyvkiadó, Bp., 1973
- Szerb Antal; Akadémiai, Bp., 1973 (Irodalomtörténeti könyvtár, 29.)
- Művészet és társadalom; MSZMP Politikai Főiskola Művelődéspolitikai Tanszék, Bp., 1975
- Az esztétikai nevelésről; szerk. Poszler György; Kossuth, Bp., 1980 (Vélemények, viták)
- Katarzis és kultúra. Tanulmányok az esztétikai nevelés köréből; Tankönyvkiadó, Bp., 1980
- A regény válaszútjai. Műfaji változatok a XIX. század második felében; Tankönyvkiadó, Bp., 1980 (Műelemzések kiskönyvtára)
- Poszler György–Vekerdy Tamás: Kőszegi beszélgetések. 1981. május 18-23.; Magyar Televízió, Bp., 1981
- Kétségektől a lehetőségekig. Irodalomelméleti kísérletek; Gondolat, Bp., 1983
- A jéghegy csúcsa és a láthatatlan szisztéma. Szubjektív portrévázlat Lukács Györgyről; TIT, Bp., 1985 [a Filozófiai Választmány kiadványa]
- Az évszázad csapdái. Tanulmányok Lukács Györgyről; Magvető, Bp., 1986 (Gyorsuló idő)
- Filozófia és műfajelmélet. Költői műfajok Hegel és Lukács esztétikájában; Gondolat, Bp., 1988
- Eszmék, eszmények, nosztalgiák; Magvető, Bp., 1989
- Találkozások; Liget Műhely Alapítvány, Bp., 1992 (Liget könyvek)
- Vonzások és taszítások; Liget Műhely Alapítvány, Bp., 1994 (Liget könyvek)
- Fényjelek. Esszék; Magyar Írószövetség–Belvárosi, Bp., 1995 (Bibliotheca Hungarica)
- Duna-völgyi reálfantasztikum; Liget Műhely Alapítvány, Bp., 1998 (Liget könyvek)
- Ezredvégi palackposta. Kérdések és kételyek; Krónika Nova, Bp., 2001 (Esszék – irodalomról)
- Művészetek;  Magyarország az ezredfordulón. Magyar Tudományos Akadémia, Budapest, 2002
- Az angyal és a kard; Liget Műhely Alapítvány, Bp., 2003 (Liget könyvek)
- Kié ez a történelem?; Csokonai, Debrecen, 2003 (Alföld könyvek, 13.)
- A "másik" város. Esszék; Komp-Press–Korunk Baráti Társaság, Kolozsvár, 2005 (Ariadné könyvek)
- Ars poetica – ars teoretica. Válogatott tanulmányok; Magvető, Bp., 2006
- Az eltévedt lovas nyomában; Balassi, Bp., 2008
- Az elszabadult hajóágyú; Magvető, Bp., 2011
- Az erdélyi magyarság száz évéről. Bizonytalan remények és tétova kételyek; Komp-Press, Kolozsvár, 2016
- Zuhanás a végkifejlet felé; Magvető, Bp., 2016